# Dylan Carlson
Dylan Carlson, född den 12 mars 1968 i Seattle i Washington, USA, är en amerikansk gitarrist och frontman i drone metal-gruppen Earth.
Dylan Carlsons far arbetade för försvarsdepartementet och som ett resultat därav flyttade familjen ganska ofta och bodde i Philadelphia, Texas, New Mexico och New Jersey, innan Dylan Carlson återvände till Washington. Han hade först blivit intresserad av att bli rockmusiker vid 15 års ålder, inspirerad av band som Molly Hatchet, AC/DC och Black Sabbath. Han berättar också att The Melvins och kompositörerna La Monte Young och Terry Riley hade stor påverkan på hans musik. Det var i Olympia, Washington som han träffade Slim Moon, Greg Babior, Dave Harwell och Joe Preston, med vilka han senare skulle bilda bandet Earth.
Dylan var bäste vän med Nirvanas frontman Kurt Cobain. Enligt Nick Broomfield är han tillägnad Nirvanas låt "In Bloom". Carlson medger i en intervju att han fick pengar av Kurt Cobain för att köpa det hagelgevär Cobain begick självmord med, dock utan att ana att denne var självmordsbenägen, då Cobain sade att vapnet var till för beskydd.

## Diskografi
Soloalbum
- 2012 – La Strega And The Cunning Man In The Smoke (som "drcarlsonalbion")[4]
- 2012 – Edward Kelley's Blues (som "drcarlsonalbion")[4]
- 2014 – Gold (som "drcarlsonalbion")[4]
- 2014 – Elephanto Bianco  (Dylan Carlson & Rogier Smal)
- 2016 – Falling with a 1000 Stars and other wonders from the House of Albion (med Coleman Grey)
- 2018 – Conquistador[5]